# La Vall Blanca
La Vall Blanca és un petit veïnat de cases al voltant del qual ha crescut una urbanització del terme municipal de Bigues i Riells, al Vallès Oriental, dins del territori de Riells del Fai.
Està situada al nord-est de Riells del Fai i al nord-oest de Vallderrós, als peus dels Cingles de Bertí, a la dreta del torrent de Llòbrega.
Les cases d'aquest veïnat són, de ponent a llevant: can Galló, can Panoi, can Balloté, can Nasset, can Jep, can Víctor, can Griera, can Corona i can Quelot. En acabar el carrer, es pot accedir a tres cases més per un camí lleugerament estret, que són: can Cadiraire, can Sau i can Miquel. Antigament, la gent del poble s'estranyava d'aquelles cases, ja que Riells era un poble en el qual els habitants vivien majoritàriament al nucli i en veure aquell petit barri mig abandonat i tan separat del poble els produïa un xic d'estranyesa.
Aquest nucli de cases va ser l'origen de la resta de cases que s'hi han construït posteriorment, en forma d'urbanització.

## Etimologia
El nom d'aquest veïnat es deu al contrast de colors que es dona en aquesta vall, dominada pels conglomerats rogencs, que contrasten amb la terra del fons de la vall, on és el veïnat.